# 6. Golden Globe-gála
A 6. Golden Globe-gálára 1949. március 16-án került sor, az 1948-ban mozikba került amerikai filmeket díjazó rendezvényt a los angelesi Hollywood Roosevelt Hotelben tartották meg.

## Filmes díjak
A nyertesek félkövérrel jelölve.
- Legjobb film: Johnny Belinda, A Sierra Madre kincse
- Legjobb férfi főszereplő: Laurence Olivier - Hamlet
- Legjobb női főszereplő: Jane Wyman - Johnny Belinda
- Legjobb férfi mellékszereplő: Walter Huston - A Sierra Madre kincse
- Legjobb női mellékszereplő: Ellen Corby - Én emlékszem a mamára
- Legjobb rendező: John Huston - A Sierra Madre kincse
- Legjobb forgatókönyv: Richard Schweizer - The Search
- Legjobb zene: Brian Easdale - Piros cipellők
- Legjobb operatőr: Gabriel Figueroa - La perla
- Különdíj a legjobb fiatal színésznek: Ivan Jandl - The Search
- Legjobb film a nemzeti összefogásban: The Search

## Fordítás
Ez a szócikk részben vagy egészben  a(z)   6th Golden Globe Awards című angol Wikipédia-szócikk fordításán alapul.  Az eredeti cikk szerkesztőit annak laptörténete sorolja fel. Ez a jelzés csupán a megfogalmazás eredetét és a szerzői jogokat jelzi, nem szolgál a cikkben szereplő információk forrásmegjelöléseként.